# Malúrids
Els malúrids (Maluridae) són una família d'ocells de l'ordre dels passeriformes. Són petits, insectívors i endèmics d'Austràlia i Nova Guinea. Són coneguts sovint com a cargolets, però no tenen cap relació amb els troglodítids de l'Hemisferi Septentrional. La família inclou 5 gèneres amb 28 espècies.

## Taxonomia
Els primers investigadors van situar aquestes aus entre els muscicàpids, timàlids i sílvids. En la dècada de 1960 es van començar estudis morfològics que van suggerir que aquests moixons estaven relacionats entre ells i, arran els estudis pioners de Charles Sibley sobre les proteïnes de l'ou en la dècada de 1970, els investigadors australians van crear el nom de la família Maluridae en 1975.
Després de més treballs sobre morfologia i sobretot els grans progressos en anàlisis d'ADN de finals del segle xx, la posició d'aquestes aus va quedar ben definida, i es considera que els malúrids són una de les moltes famílies que van sorgir arran la gran radiació dels còrvids en Australàsia. Llurs parents més propers són els melifàgids i els pardalòtids. L'evident semblança amb els caragolets d'Europa i Amèrica és la conseqüència d'una evolució convergent ocasionada pel fet de compartir ambdós grups el mateix nínxol ecològic.

## Llista de gèneres
Segons la classificació de l'IOC World Bird List (versió 10.2, 2020), aquesta família està formada per 6 gèneres amb 32 espècies:
- Gènere Sipodotus, amb una espècie: malur de Wallace (Sipodotus wallacii).
- Gènere Clytomyias, amb una espècie: malur cap-roig (Clytomyias insignis).
- Gènere Chenorhamphus, amb dues espècies.
- Gènere Malurus, amb 12 espècies.
- Gènere Stipiturus, amb tres espècies.
- Gènere Amytornis, amb 13 espècies.